# Xiuladora ventregroga
La xiuladora ventregroga (Pachycephala sulfuriventer) és un ocell de la família dels paquicefàlids (Pachycephalidae).

## Hàbitat i distribució
Habita els boscos de les muntanyes de Sulawesi.